# Kokila

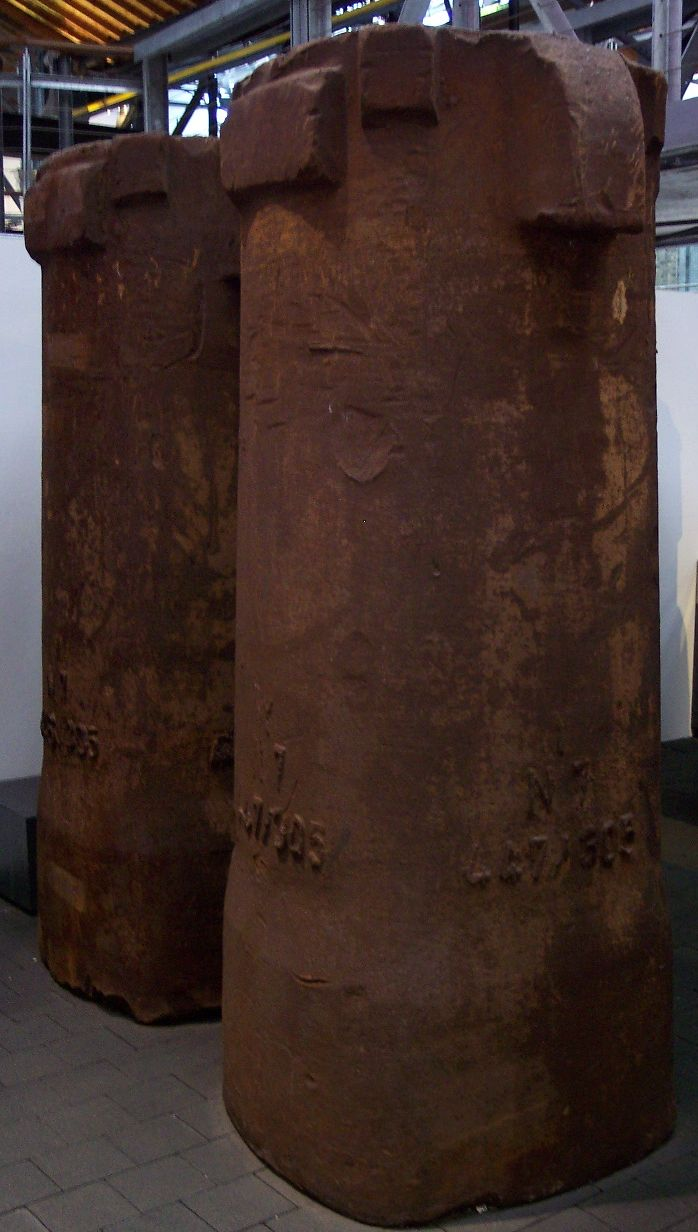
Kokily pro odlévání ingotů

Kokila (z franc. coquille, ulita) je kovová, opakovaně použitelná nádoba, do níž se v hutích odlévá surové železo, ocel nebo jiný kov či slitina.

## Přerušované lití
Stacionární kokily na odlévání ingotů jsou jednoduché formy, obvykle z tvárné litiny, které se směrem dolů rozšiřují, aby se ingot po 1 až 30 hodinách tuhnutí dal vyklopit. Pro zlepšení kvality se kokila plní zespod, aby odstřikující kapky netvořily pecky v materiálu. Lití do ingotů se používá pro malá množství, pro obtížně slévatelné materiály nebo pro výrobu polotovarů pro výkovky.

## Kokily pro kontinuální lití
Technologicky i ekonomicky lepších výsledků se dosahuje při kontinuálním lití, kdy se materiál vlévá do dole otevřené formy. Kokila pro kontinuální lití se nazývá krystalizátor. Vyrábějí se z měděných desek a jsou chlazeny vodou. Krystalizátor se směrem dolů zužuje, protože chladnoucí kov se smršťuje a nesmí ztratit kontakt se stěnami, které teplo odvádějí. Aby se odlitek v krystalizátoru posouval, krystalizátor obvykle vibruje a mezi ni a odlitek se vpravuje zvláštní prášek, který brání přichycení ke stěně. Odlévaný pás se elektromagneticky brzdí, někdy se ještě elektromagneticky míchá. Odlitek může být tyč (sochor) nebo deska (brama), obvykle 300 až 400 mm silná a až 2000 mm široká, od 90. let 20. století se odlévají i tenčí desky o síle 45 až 90 mm. Odlitky se pak dále zpracovávají ve válcovnách na tyče, dráty a plechy.